# 2009 au Cameroun
2007 au Cameroun - 2008 au Cameroun - 2009 au Cameroun - 2010 au Cameroun - 2011 au Cameroun
2007 par pays en Afrique - 2008 par pays en Afrique - 2009 par pays en Afrique - 2010 par pays en Afrique - 2011 par pays en Afrique]

Cet article présente les faits marquants de l'année 2009 au Cameroun.

## Chronologie

### Janvier 2009

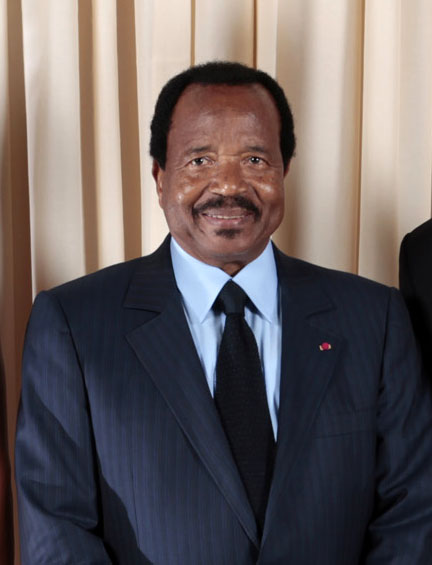
Paul Biya
(septembre 2009)

- 7 janvier 2009 : Le tribunal de Douala condamne Lewis Medjole, directeur de publication de l'hebdomadaire privé La Détente libre, à trois ans de prison ferme et à 2 millions de Francs CFA (plus de 3 000 euros) d'amende. Il était en détention préventive depuis plus de trois mois pour « propagation de fausses nouvelles » à la suite de la publication par son journal, en août 2008, d'un article selon lequel le président Paul Biya essayait de forcer le premier président de la Cour suprême, Alexis Dipanda Mouelle, à prendre sa retraite, mais selon son journal, la vraie raison serait la publication d'un autre article, en août 2008, épinglant le chef de la police, Edgar Alain Mébé Ngo'o, dans une tentative de corruption.

- 24 janvier 2009 : Deux attaques de pirates armés ont eu lieu dans les eaux camerounaises au large de Limbé et de Kribi (sud). Lors de cette dernière attaque le capitaine grec du bateau a été tué.

### Mars 2009
- 11 mars 2009 : Une collision entre un car de voyageurs et un camion, dans la localité de Mbongo, cause la mort de 9 personnes et fait une douzaine de blessés.

- 14 mars 2009 : Des pirates prennent en otages 4 Philippins, un Ukrainien et un Kényan, alors qu'ils travaillaient sur un pétrolier pour la Royal Dutch Shell au large de la péninsule de Bakassi.

- 19 mars 2009 : Le pape Benoît XVI est en visite au Cameroun pour la première étape de son périple africain. Avant de quitter le pays, Le pape a rencontré un groupe de pygmées, qui lui ont offert une tortue.

- 25 mars 2009 : Le clergé camerounais soutient particulièrement le pape Benoît XVI dans la polémique autour de ses propos sur les préservatifs et la lutte contre le VIH-sida. Les évêques estiment qu'une « certaine presse » a fait de la « désinformation » et a créé la polémique : « Ceci est très grave, lorsqu'on sait le nombre de morts que causent d'autres maladies en Afrique et sur lesquelles il n'y a aucune publicité véritable, lorsqu'on sait le nombre de morts que causent en Afrique les luttes fratricides dues aux injustices et à la pauvreté »[1].

### Mai 2009
- 21 mai 2009 : Première visite officielle du premier ministre français, François Fillon en Afrique.

### Juin 2009
- 18 juin 2009 : Le directeur de publication de l'hebdomadaire privé La Nouvelle, Jacques Blaise Mvié, et son rédacteur en chef, Charles René Nwé, sont condamnés pour « complicité d'outrage et de violation du secret de défense », par le tribunal militaire de Yaoundé à la suite de la publication en 2008 d'un dossier présentant le ministre de la Défense, Remy Ze Meka, comme le « commanditaire » d'une tentative de coup d'État au Cameroun. Reporters sans frontières déplore la condamnation des deux journalistes à cinq ans de prison, même si l'organisation reconnaît qu'ils ont « franchi la ligne jaune »[2].

### Juillet 2009
- 3 juillet 2009 : Un responsable de l'hebdomadaire camerounais Germinal, Jean Bosco Talla, affirme recevoir des « menaces de mort » depuis le 26 juin, deux jours après la publication du rapport « Biens mal acquis. A qui profite le crime ? » rédigé par l'ONG française CCFD-Terre Solidaire évoquant notamment la fortune du président Paul Biya[3].

- 6 juillet 2009 : 5 Chinois, travaillent dans le secteur de la pêches, sont enlevés au large de la péninsule de Bakassi (sud), peut-être capturés par des hommes du Mouvement pour l'émancipation du delta du Niger. Les attaques en mer se sont multipliées depuis un an dans la péninsule de Bakassi, qui a été rétrocédée en août 2008 au Cameroun par le Nigeria après un différend frontalier de 15 ans. Les eaux de cette région sont potentiellement riches en pétrole et en gaz[4].

- 11 juillet 2009 :  Une grande manifestation regroupant 20 000 personnes a eu lieu à Douala (sud) à l'appel de l'archevêque de Douala, le cardinal Christian Tumi, et de l'Église catholique du Cameroun, contre l'avortement médicalisé et l'homosexualité. Les manifestants ont convergé vers la cathédrale où s'est tenue une messe. Selon l'abbé André Mbem, la marche était une protestation « contre la ratification par le Cameroun du protocole de Maputo », un texte sur les droits des femmes ratifié en mai par le Cameroun, car ce texte « ouvrirait la voie à la légalisation de l'avortement et de l'homosexualité » interdits dans le pays. Après la messe, une délégation conduite par le cardinal Christian Tumi est allée remettre une pétition de « 30 000 signatures » au gouverneur de la région, Faï Yengo Francis. Au Cameroun, l'avortement est autorisé lorsqu'une grossesse est consécutive à un viol ou lorsque la vie de la femme enceinte est en danger. La législation criminalise les pratiques homosexuelles, prévoyant des peines pouvant aller jusqu'à cinq ans de prison ferme[5].

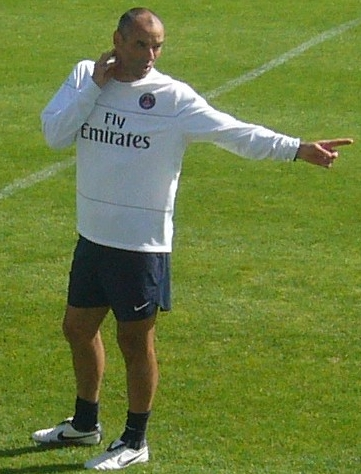
Paul Le Guen
(novembre 2009)

- 14 juillet 2009 : Le Français Paul Le Guen devient sélectionneur de l'équipe de football du Cameroun, les « Lions indomptables ». Il est nommé en remplacement de Thomas Nkono, qui assurait l'intérim après le limogeage, en juin, d'Otto Pfister. Son contrat court jusqu'à la Coupe d'Afrique des nations en janvier 2010 et sera éventuellement prolongé jusqu'à la Coupe du monde 2010 si les résultats sportifs sont au rendez-vous. Après avoir dirigé les effectifs de Rennes, de Lyon (avec qui il a remporté trois titres de champion de France), des Glasgow Rangers et du PSG, Paul Le Guen va se retrouver pour la première fois à la tête d'une sélection nationale[6].

- 22 juillet 2009 : Les pirates ont libéré contre rançon les trois otages philippins et un Ukrainien qui avaient été enlevés en mars alors qu'ils travaillaient sur un pétrolier pour la Royal Dutch Shell au large de la péninsule de Bakassi.

- 24 juillet 2009 : Le président Paul Biya rencontre le président français Nicolas Sarkozy qui lui a assuré que « la France maintiendrait son niveau de coopération avec le Cameroun », et ce « malgré la crise ». Parmi les actions prévues dans le « Contrat désendettement développement », l'annulation de 1,2 milliard d'euros de la dette publique camerounais vis-à-vis de la France; une première tranche de 537 millions d'euros a déjà depuis 2006 été annulée. Avec cette somme, le Cameroun doit mener à bien, d'ici à 2011, des projets dans les domaines de la santé, l'éducation, la culture, les infrastructures et le développement agricole[7].

### Août 2009
- 29 août 2009 : Le train Ngaoundéré-Yaoundé, transportant un millier de passagers, est sorti des rails en arrivant à Yaoundé, faisant au moins 5 morts et 275 blessés, selon un premier bilan.

### Septembre 2009
- 5 septembre 2009 : Dans la nuit, 6 personnes ont été blessées, dont trois grièvement, lors de l'attaque de « deux chalutiers » de pêche « par une vingtaine de pirates non identifiés » et « armés de Kalachnikov », au large de Douala. Les assaillants n'ont pas fait usage de leurs armes, mais « ils ont lancé des crochets et c'est ce qui a blessé les passagers ». Les pirates ont été repoussés par « les forces de défense camerounaises » alors qu'ils tentaient de s'en prendre « à deux autres bateaux pétroliers »[8].

- 11 septembre 2009 : Dans la nuit de jeudi à vendredi, l'armée tue 4 « pirates armés » qui attaquaient un bateau privé au large de Bakassi.

- 12 septembre 2009 : Une polémique se développe sur le séjour estival, de 3 semaines au mois d'août, du président Paul Biya dans deux prestigieux hôtels de la station balnéaire La Baule en France. Le chef de l'État et sa suite d'une quarantaine de personnes ont occupé 43 chambres dans les prestigieux hôtels L'Hermitage et Le Royal, du groupe Lucien Barrière, dépensant près de 900 000 euros. Ces informations diffusées dans les médias français ont été largement reprises par les médias camerounais, provoquant des réactions controversées. Le gouvernement et le parti au pouvoir, le Rassemblement démocratique du peuple camerounais (RDPC), sont montés au créneau, dénonçant un « complot médiatique »[9].

- 14 septembre 2009 : Cinq élèves sont tués par la foudre tombée sur une école au nord-ouest du Cameroun, et 2 autres deux autres élèves sont morts dans l'effondrement d'un mur de leur classe dans un autre village de l'ouest.

### Octobre 2009
- 14 octobre 2009 : 51 personnes sont mortes du choléra dans le nord du Cameroun lors d'une épidémie qui s'est déclarée en septembre. Les autorités sanitaires de la région ont invité « les populations à respecter les mesures élémentaires d'hygiène […] les premières personnes contaminées avaient bu une eau insalubre qui prend sa source » dans une région du Nigeria voisin.

- 21 octobre 2009 : Le naufrage d'une pirogue, sur un lac du département du Mayo-Danaï (extrême- nord), cause la mort de 18 personnes, dont 10 femmes et 4 bébés, et d'une autre disparue. L'embarcation surchargée, une « petite pirogue de fortune », transportait en  tout 25 personnes et des marchandises et devait effectuer la liaison entre les localités de Guéré et Wina, situées de part et d'autre du lac. Elle a « été renversée par un vent violent […] alors qu'elle voulait accoster ». Les mauvaises conditions climatiques et la présence de nombreux hippopotames dans le lac ont retardé les secours[10].

### Novembre 2009
- 14 novembre 2009 : Le Cameroun s'est qualifié pour le Mondial 2010 de football en Afrique du Sud après sa victoire au Maroc (2-0).

### Décembre 2009
- 10 décembre 2009 : Le directeur de publication de l'hebdomadaire Germinal, Jean Bosco Talla, est arrêté à Yaoundé pour « avoir voulu porter atteinte à l'honneur du président de la République », Paul Biya, et placé en détention au secrétariat d'État à la Défense (SED), le siège de la gendarmerie. Il lui est reproché la publication d'un texte évoquant un « pacte secret » entre Paul Biya et son prédécesseur Ahmadou Ahidjo. En juillet, Jean Bosco Talla avait affirmé recevoir par téléphone des menaces de mort après la publication fin juin d'un rapport de l'ONG française CCFD-Terre Solidaire qui consacrait plusieurs pages à la fortune du président Paul Biya, acquise, d'après le CCFD, par le détournement d'argent public et citait une enquête de Jean Bosco Talla sur « l'argent et les biens de Paul Biya »[11].

- 28 décembre 2009 : Un opposant, Mboua Massock (56 ans), candidat à la prochaine présidentielle, entame une marche de 1 200 km à travers le Cameroun pour exiger la transparence avant et pendant l'élection présidentielle prévue en 2011. Il est le dirigeant de la Nouvelle dynamique nationaliste africaine (Nodyna) et fut l'instigateur des importants mouvements de grève baptisés « villes mortes » du début des années 1990. Parmi ses demandes, figurent « l'informatisation de tout le fichier électoral », l'organisation d'un scrutin à deux tours ainsi que « le respect de la durée du mandat présidentiel » alors que des membres du parti au pouvoir demandent depuis plusieurs semaines l'anticipation de la présidentielle prévue en 2011[12].